# Kenneth Parnell
Pour les articles homonymes, voir Parnell.
Kenneth Parnell, né le 26 septembre 1931 et mort le 21 janvier 2008 est un criminel américain condamné pour agressions sexuelles et pour l'enlèvement de Steven Stayner et Timothy White.

## Biographie
Kenneth Parnell né à Amarillo en 1931 au Texas. Il déménage avec sa sœur et son frère à Bakersfield en Californie.
En mars 1951 il est arrêté pour viol sur un jeune garçon et pour avoir utilisé un faux insigne du shérif. En 1952 il est condamné à 4 ans de prison.
Il enlève Steven Stayner en 1972 et le tient captif pendant plus de sept ans dans une cabane à Catheys Valley avant que Steven s’échappe en 1980, un livre et un film sont publiés, les deux intitulés I Know My First Name is Steven. Steven décéda dans un accident de moto en 1989. Son grand frère Cary Stayner devint plus tard un tueur en série,.
En 1981 il est jugé pour enlèvement de Stayner et White mais pas pour abus sexuel. Il est reconnu coupable des deux enlèvements et a purgé cinq ans de prison. 
Il est arrêté en en janvier 2003 pour avoir tenté de forcer son fournisseur de soins à lui acheter un garçon de quatre ans. Le 9 février 2004 il est reconnu coupable condamné à 25 ans de prison.